# Cry Babies (groupe)
Pour les articles homonymes, voir Cry baby.
Cry Babies est un groupe de power pop français, originaire d'Orléans. Il est formé en 1986 et séparé en 1995.

## Biographie
Le groupe est formé en 1986 à Orléans. Leurs premières influences viennent des années 1960, à la fois « garage » (mouvement « Peebles », rééditions Eva...) et pop (The Who, The Kinks...). Leur premier album, Pop Goes the Cork !!!, enregistré en décembre 1990, sort chez Boom Rang (label de Tours). Le groupe enregistre plusieurs titres pour des fanzines et compilations (Larsen, Abus dangereux...).
Cry Babies signe chez Sony Music, via le label In Fact!, et enregistrent leur deuxième album Running on the Outer Space, qui sortira en septembre 1992,.
Leur troisième album, Elsewhere, enregistré en Angleterre, sort en septembre 1994, suivi d'une tournée européenne. Le groupe se sépare après un dernier concert à Paris, en décembre 1995.

## Membres
- Laurent Lhuillier — chant
- Alain Lhuillier — guitare
- Franck Marville — basse
- Luc Renard — batterie
- Eric Porcher — guitare
- Gilles Faizeau — batterie (1986—1988)

## Discographie
- 1991 : Pop Goes the Cork !!! (produit par Kid Pharaon) (Boom Rang)
- 1992 : Running on the Outer Space (Produit par Zahardin Boukort des Shifters) Squatt (Sony Music France)
- 1994 : Elsewhere (produit par Harvey Birrell), Squatt (Sony Music France)